# Барыбинский
Барыбинский — хутор в Тимашёвском районе Краснодарского края России.
Входит в состав Новоленинского сельского поселения.

## Население
| 2002 | 2010 |
| ---- | ---- |
| 308  | ↘280 |

## Уличная сеть
- ул. Октябрьская,
- ул. Полевая[2].